# 劉英俊
劉 英俊（ユ・ヨンジュン、1892年 - 没年不明）は、朝鮮のフェミニズム運動家、医師。平壌出身。

## 人物
1910年に貞信女子学校を卒業し、中国の北京女学校に留学、安昌浩に出会い、社会主義運動、朝鮮独立運動に傾倒した。1918年ごろに日本に渡って東京女子医学専門学校（現東京女子医科大学）に入学。「在東京朝鮮女子留学生親睦会」で羅蕙錫、金瑪利亜（金マリア）、黄愛徳（黄エスタ）らと出会い、韓国最初の女性雑誌『女子界（ヨザゲ）』の発行継続のため、会内組織学興会の会長に選ばれた。1919年には「二・八独立宣言」発表の席に金マリア、黄エスタらとともに参加、1921年には朝鮮を巡回し、女性の意識を覚醒させ、衛生観念を強調する講演を行った。
1923年に東京女子医専を卒業。日本赤十字病院で研修後、1925年に朝鮮に戻り、東大門婦人病院に勤務しながら、泰和女子館で孤児や底辺女性のための医療救済活動を行い、1927年5月、女性の団結と地位向上を掲げる女性統一団体「槿友会」の設立に参加し、中央執行委員会、政治研究部常務委員などを務めた。また金若水らが東京で組織した社会主義団体である北星会の発会記念講演で 「無産階級と教育問題」という講演を行った。京城女子消費組合の監査長も務めた。1934年には安在鴻らとともに京城女子医学講習所を旧制専門学校（現高麗大学校医科大学）に昇格させる運動の設立準備交渉委員の1人に選ばれた。1935年頃には中国に渡り、本格的な独立運動に従事した。
日本の敗戦による解放後、1945年12月22日に朝鮮婦女総同盟の中央執行委員長に選ばれ、「女性の政治・経済・社会的平等権の獲得」「労働女性の条件改善」などの基本的内容を提示し、1946年、民主主義民族戦線の副議長に選出され、南朝鮮労働党が発足すると中央委員を務める。1947年に米国軍政部に逮捕され、釈放後に越北した。1948年8月北朝鮮の最高人民会議代議員、1949年祖国戦線議長団議長、1956年朝鮮赤十字社副委員長などを歴任した。北朝鮮では、第2回「祖国統一を支持する南北朝鮮諸政党・社会団体指導者連席会議」で封建制の打破と女男平等の実現を演説した。